# James Douglas-Hamilton, Baron Selkirk of Douglas

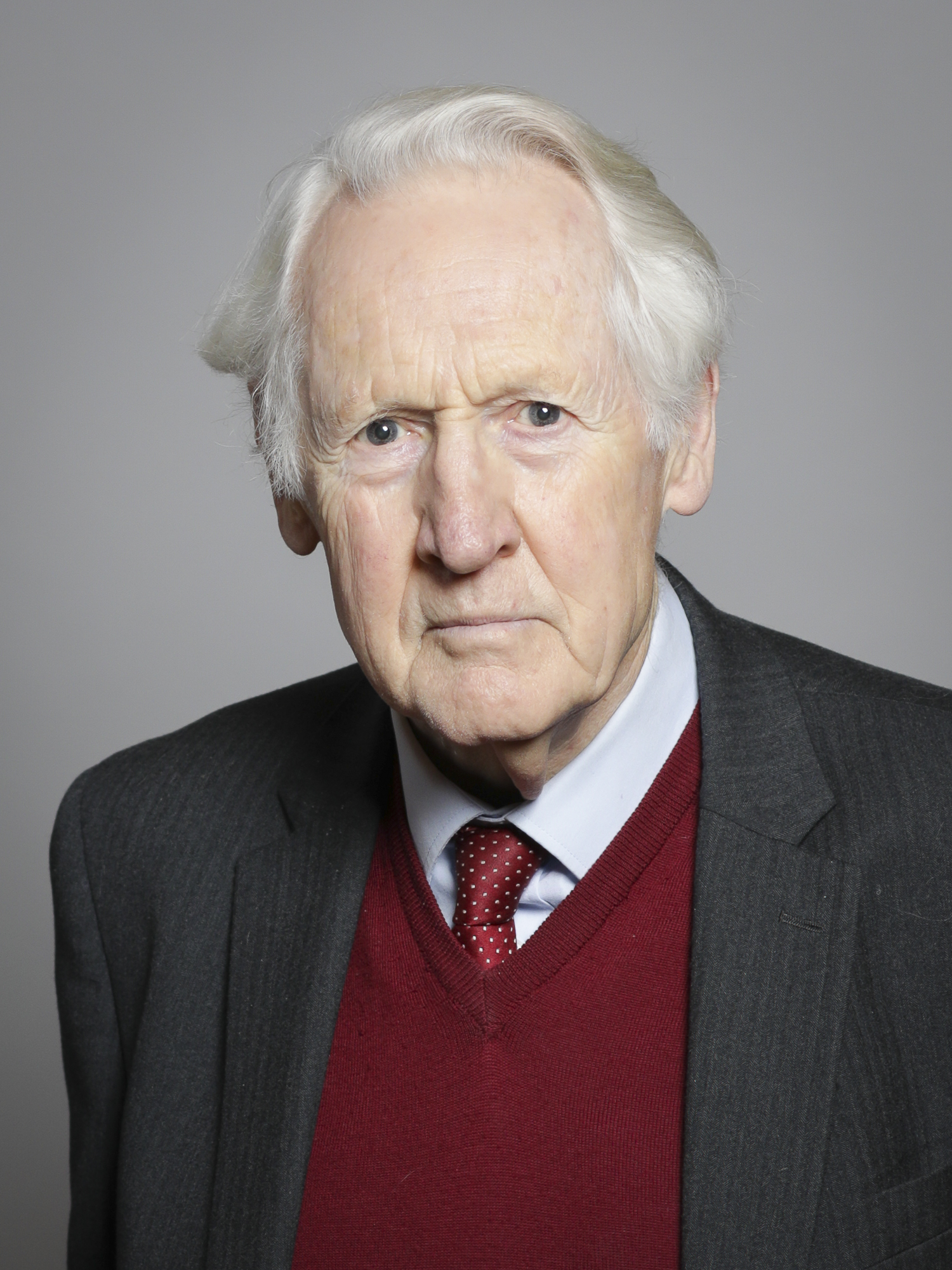
James Douglas-Hamilton, Baron Selkirk of Douglas

James Alexander Douglas-Hamilton, Baron Selkirk of Douglas, PC, QC (* 31. Juli 1942; † 28. November 2023) war ein schottischer Politiker und Life Peer. Er war Mitglied der Conservative Party.
Neben seiner politischen Tätigkeit hat er mehrere Sachbücher verfasst. 2012/2013 war Douglas-Hamilton Lord High Commissioner to the General Assembly of the Church of Scotland.

## Leben
Er war der zweite Sohn des Douglas Douglas-Hamilton, 14. Duke of Hamilton (1903–1973), aus dessen Ehe mit Lady Elizabeth Ivy Percy (1916–2008), Tochter des Alan Ian Percy, 8. Duke of Northumberland. Als Sohn eines Duke führte er seit Geburt das Höflichkeitsprädikat Lord.
Er besuchte das Eton College, studierte anschließend Jura an der Universität Edinburgh und schloss als Bachelor ab. An der Universität Oxford erwarb er 1964 einen Masterabschluss und war dann bis 1968 als Rechtsanwalt (Advocate) tätig.
Britisches Unterhaus
1972 trat Douglas-Hamilton erstmals politisch in Erscheinung, als er in den Stadtrat von Edinburgh gewählt wurde. Erstmals trat er bei den Unterhauswahlen im Oktober 1974 zu nationalen Wahlen an und gewann das Direktmandat seines Wahlkreises Edinburgh West. Er zog in das Britische Unterhaus ein und verteidigte bei den folgenden Wahlen sein Mandat, bis er bei den Unterhauswahlen 1997 gegen David Gorrie, den Kandidaten der Liberal Democrats, verlor. 1977 war er stellvertretender Einpeitscher der Konservativenfraktion im Unterhaus und von 1979 bis 1981 Lord Commissioner of the Treasury. In den folgenden Jahren hatte er verschiedene höhere innerparteiliche oder parlamentarische Positionen inne.
Schottisches Parlament
Bei den ersten Schottischen Parlamentswahlen im Jahre 1999 kandidierte Douglas-Hamilton im Wahlkreis Edinburgh West, erreichte aber hinter der Liberaldemokratin Margaret Smith nur die zweithöchste Stimmenanzahl. Da Douglas-Hamilton auch auf der Regionalwahlliste der Konservativen für die Wahlregion Lothians stand, zog er infolge des Wahlergebnisses als einer von sieben Regionalkandidaten in das neugeschaffene Schottische Parlament ein. Bei den folgenden Parlamentswahlen bewarb er sich abermals um das Direktmandat von Edinburgh West, konnte es aber wieder nicht erringen. Er verteidigte jedoch sein Mandat für die Wahlregion. Zum Ende der Legislaturperiode schied er aus dem Parlament aus.
Britisches Oberhaus
Douglas-Hamilton trat nach dem Ableben seines Onkels George Douglas-Hamilton, 10. Earl of Selkirk im November 1994 dessen Nachfolge als 11. Earl of Selkirk und 11. Lord Daer and Shortcleugh an. Um nicht zugunsten eines Sitzes im Oberhaus aus dem Unterhaus auszuscheiden, verzichtete er vier Tage später mittels des Peerage Act 1963 auf seine  Titel. 1996 wurde er sowohl zum Privy Counsellor als auch zum Queen’s Counsel erhoben. Nachdem sein Unterhausmandat 1997 geendet hatte, wurde er als Baron Selkirk of Douglas, of Cramond in the City of Edinburgh, in den Stand eines Life Peers erhoben und wurde dadurch schließlich doch auf Lebenszeit Mitglied des Oberhauses.
Als er am 28. November 2023 an einer Lungenentzündung starb, lebten sein Earl- und Lord-Titel zugunsten seines ältesten Sohnes Andrew als 12. Earl of Selkirk wieder auf.

## Ehe und Nachkommen
Am 24. August 1974 heiratete Douglas-Hamilton Hon. Priscilla Susan Buchan (* 1949), Tochter des John Buchan, 2. Baron Tweedsmuir. Mit ihr hatte er vier Söhne:
- John Andrew Douglas-Hamilton, 12. Earl of Selkirk (* 1978);
- Hon. Charles Douglas Douglas-Hamilton (* 1979);
- Hon. James Robert Douglas-Hamilton (* 1981);
- Hon. Harry Alexander Douglas-Hamilton (* 1981).

## Werke
- Lord James Douglas-Hamilton: Motive for a Mission: Story Behind Hess’s Flight to Britain. Macmillan, 1971, ISBN 978-0-33312-260-0,
  - deutsche Übersetzung: Geheimflug nach England. Der „Friedensbote“ Rudolf Hess und seine Hintermänner. mit einem Vorwort von Alan Bullock und einem Nachwort für die deutsche Ausgabe von Hans-Adolf Jacobsen. Droste, Düsseldorf 1973, ISBN 3-770-00292-X.
- Lord James Douglas-Hamilton: The Air Battle For Malta. The Diaries of a Fighter Pilot. Mainstream Publishing, 1981, ISBN 978-0-90639-120-4.
- Lord James Douglas-Hamilton: Roof of the World. Man’s First Flight Over Everest. Mainstream Publishing, 1983, ISBN 978-0-90639-138-9.
- Lord James Douglas-Hamilton: The Truth About Rudolf Hess. Mainstream Publishing, 1993, ISBN 978-1-85158-538-0.
- Lord James Douglas-Hamilton: After You, Prime Minister [Memoiren]. Stacey Intern, London 2009, ISBN 978-1-906768-06-5.